# Wełyki Kruszłynci
Wełyki Kruszłynci (ukr. Великі Крушлинці) – wieś na Ukrainie, w obwodzie winnickim, w rejonie winnickim, w hromadzie Winnica. W 2001 liczyła 980 mieszkańców.

## Urodzeni
- Wasyl Onopenko – ukraiński polityk i prawnik.